# ستينتينو
ستينتينو، (بالإنجليزية: Stintino)‏، هي بلدية ساحلية، في مقاطعة ساساري، في المنطقة الإيطالية سردينيا، وتقع على بعد حوالي 200 كيلومتر (120 ميل) شمال كالياري، وحوالي 35 كم (22 ميل) شمال غرب ساساري.

## السكان
في سنة 1861 بلغ عدد السكان 208 نسمة، وتطور العدد ليصل في سنة 2011 لـ 1٬501 نسمة.
يظهر هذا المخطط البياني تطور النمو السكاني لـ ستينتينو